# 칭청구

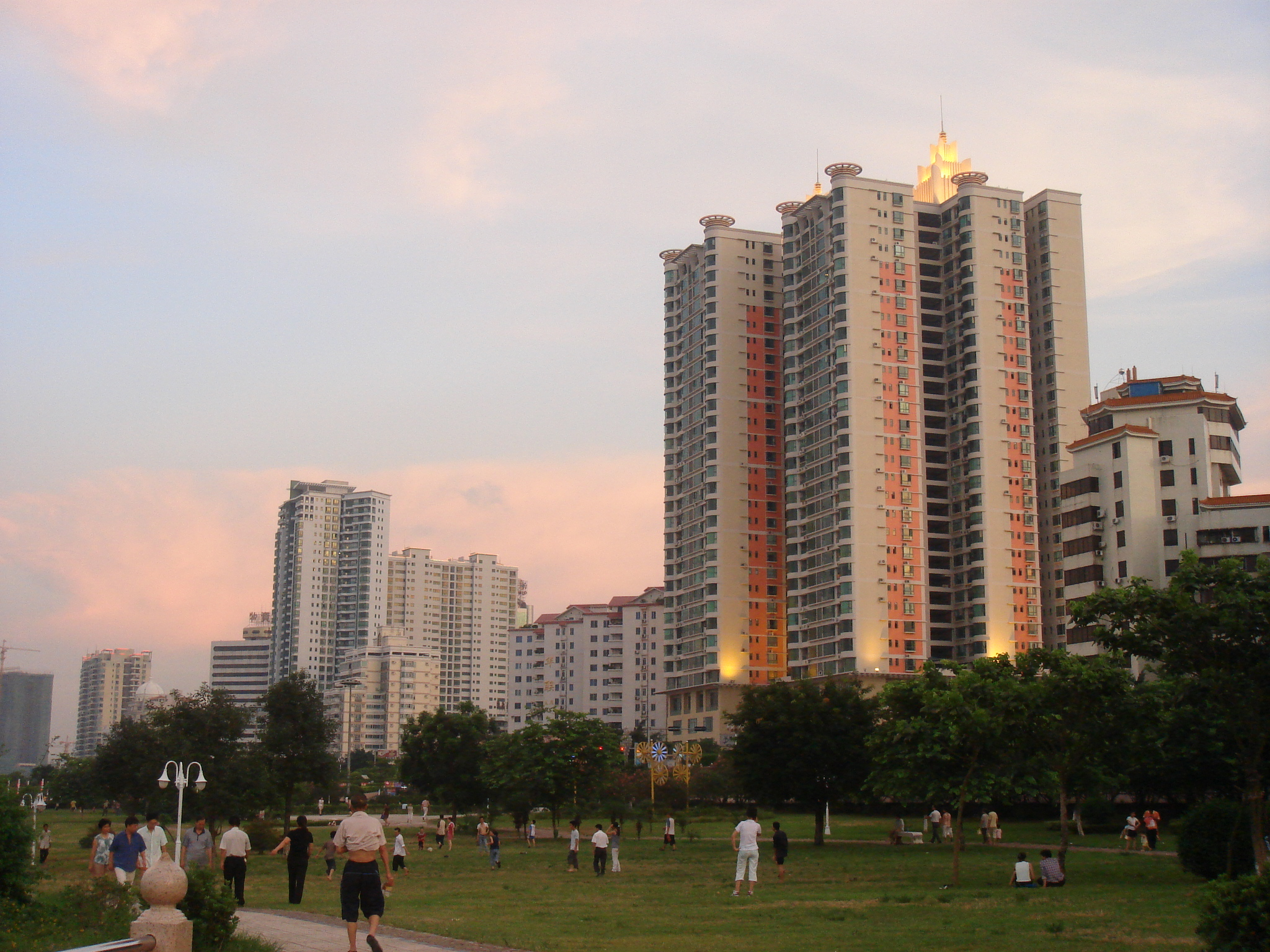

칭청구(한국어: 청성구, 중국어: 清城区, 병음: Qīngchéng Qū)는 중화인민공화국 광둥성 칭위안 시의 현급 행정구역이다. 넓이는 927km2이고, 인구는 2007년 기준으로 550,000명이다.

## 행정 구역
4개 가도, 3개 진을 관할한다.
- 가도: 凤城街道, 东城街道, 洲心街道, 横荷街道.
- 진: 源潭镇, 龙塘镇, 石角镇.